# Al-Ahmadiyah
El-Ahmediye (tiếng tiếng Thổ Nhĩ Kỳ: El-Ahmediye; tiếng Ả Rập: الاحمدية, đã Latinh hoá: Al-Ahmadiyah) còn được gọi là el-Hamediyeh hoặc Ammudiya, là một ngôi làng Syria cũ ở trung tâm Cao nguyên Golan, cách Hồ Hula 15 km về phía đông nam. Nó đã được đưa vào trong thời kỳ Israel chiếm đóng Cao nguyên Golan trong Chiến tranh Sáu ngày năm 1967. Ngôi làng trải rộng trên hai ngọn đồi thấp được bao quanh bởi những con suối. Khu định cư Qatzrin của Israel được thành lập hai km về phía nam. Cư dân trước đây của Al-Ahmadiyah chủ yếu là người Turkomans.

## Lịch sử
Phần còn lại của hai giáo đường cổ đã được phát hiện tại al-Ahmadiyah, có thể là nơi định cư Ecbatana của người Do Thái cổ đại. Một số hiện vật cho thấy giải quyết của người Do Thái trong làng trong CE thứ 4 thế kỷ, chẳng hạn như một chứa một cứu trợ trong chín-nhánh menorah. Sherds có từ thời Hồi giáo, đặc biệt là thời kỳ Umayyad và Abbasid, cũng được tìm thấy trong làng.
Cuộc khảo sát khảo cổ đầu tiên về al-Ahmadiyah được thực hiện bởi Gottlieb Schumacher vào năm 1884. Ông lưu ý rằng ngôi làng, được xây dựng tồi tàn, có khoảng 70 người Thổ Nhĩ Kỳ sống trong mười hai ngôi nhà giống như túp lều. Họ trồng nhiều loại rau. Nó nằm dưới chân một ngọn đồi chứa những tàn tích được gọi là Shuwaikah. Người dân đã tận dụng những viên đá của những tàn tích này để xây dựng al-Ahmadiyah. Các di tích có niên đại từ thời La Mã, được biểu thị bằng các phù điêu bằng đá được chạm khắc của đại bàng La Mã và các động vật khác. Một cuộc khảo sát khác vào năm 1968, lần này bởi nhà khảo cổ người Israel S. Guttman, đã tìm thấy nhiều sherds từ La Mã và Byzantine cũng như các vật phẩm từ thời Hy Lạp. Guttman xác định kích thước của khu định cư cổ đại kéo dài 35 dunam.
Israel chiếm al-Ahmadiyah và Cao nguyên Golan sau khi đánh đuổi Quân đội Syria khỏi khu vực trong Chiến tranh Sáu ngày năm 1967. Năm 1968, nó đã phá hủy thị trấn như sự chứng kiến của các nhà quan sát quân sự Liên Hợp Quốc. Một đại diện ngoại giao Syria đã đưa ra một khiếu nại về sự phá hủy của ngôi làng. Trong Chiến tranh Yom Kippur, vào tháng 10 năm 1973, al-Ahmadiyah là một trong ba nơi Quân đội Syria đã phát động các ổ đĩa lớn chống lại khi lực lượng của họ di chuyển qua đồng bằng miền núi Golan. Hai nơi khác là Khishniyah và al-Rafid.